# Kavatina
Kavatina (italijansko cavatina) je mala, lirična skladba. Lahko je eno ali dvodelna skladba, praviloma namenjena solističnemu petju. Najpogosteje je kavatina del v klasicističnih ali zgodnjeromantičnih (belkanto) operah. 
Njena oblika je preprostejša kakor oblika arije.